# Плоский, Тадеуш
Таде́уш Сте́фан Пло́ский (пол. Tadeusz Stefan Płoski; 9 марта 1956, Лидзбарк-Варминьски — 10 апреля 2010, Смоленск, Россия) — польский католический епископ, генерал брони, учёный. Доктор канонического права. Глава военного ординариата Войска Польского с 2004 года по 2010 год.
Девиз: Mane nobiscum Domine.

## Деятельность в Варминской епархии
В 1976 году он поступил в семинарию «Hosianum» в Ольштыне, где изучал философию и теологию.
6 июня 1982 года в кафедральном соборе Ольштына был рукоположён в священники епископом Варминсим. В течение 1 года работал викарием в приходе церкви Святого Иосифа в Моронге.
В 1983—1986 годах изучал каноническое право в Католическом университете в Люблине.
В 1986 году работал в Варминской епархиальной Курии, а также в епархиальном суде в качестве судьи.
В 1986—1992 годах — главный редактор «Warmińskich Wiadomości Diecezjalnych» и духовником Педагогического колледжа и Академия сельского хозяйства и технологии в Ольштыне.

## Служба в Военном ординариате Войска Польского
В 1992 году он был прикомандирован к Военному ординариату Войска Польского.
1 июня 1992 года был назначен государственным нотариусом.
В 1993 году он получил докторскую степень в области канонического права на факультете канонического права Академии католической теологии.
С 1994 года — начальник пастырского отдела Полевой курии в Варшаве.
В 1994 году прошёл курс последипломного обучения по оперативно-стратегическому направлению в Национальной академии обороны в Варшаве.
С 1995 года по 2000 год — деканом Надвисленских воинских подразделений Министерства внутренних дел и администрации.
В 1996—2004 годах — референт и опекун студентов семинарии Военного ординариата.
С 1998 года — профессор религии на факультете права и администрации Варминьско-Мазурского Университета в Ольштыне.
10 марта 1999 года получил достоинство прелата Его Святейшества.
С 2000 года — капеллан правительственного Бюро по защите, а с 2001 года — декан правительственного Бюро по защите.
С 1995 года по 2001 год — редактор журнала Военного ординариата «Nasza Służba».
В 1995—2004 годах — корреспондент Радио Ватикана и Католического информационного агентства.
С 16 мая 2001 года — канцлер Полевой курии.
16 октября 2004 года — Католический полевой епископ Войска Польского — глава военного ординариата Войска Польского.
30 октября 2004 года был рукоположен в епископа.
С 26 ноября 2004 года — национальный пастор ветеранов боевых действий.
С 9 марта 2005 года — делегат Конференции католических епископов Польши по вопросам пастырского служения среди скаутов.
23 июня 2005 года Председатель Совета Министров Республики Польша назначил его членом Совета по охране памятников борьбы и мученичества и членом Совета попечителей Музея варшавского восстания.
10 мая 2006 года совершил прыжок с парашютом с высоты 4000 м во время тренировок с солдатами особого военного формирования «ГРОМ».
С 19 октября 2006 года членом совета по правовым вопросам польского епископата.
С октября 2007 года — представитель Польской епископской конференции по пастырской заботе о полиции.
С 6 марта 2008 года — член Польской епископской конференции Совета по пастырской заботе о молодежи.

## Воинские звания
- 1992 год — капитан,
- 1995 год — майор,
- 1998 год — подполковник,
- 2000 год — полковник,
- 2004 год — генерал бригады,
- 2006 год — генерал дивизии

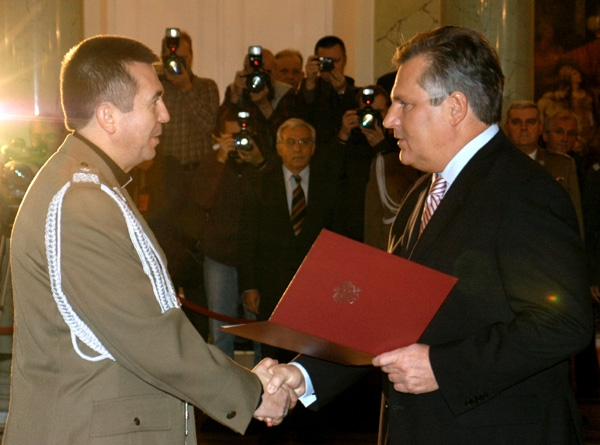
Вручение генеральского диплома Тадеушу Плоскому

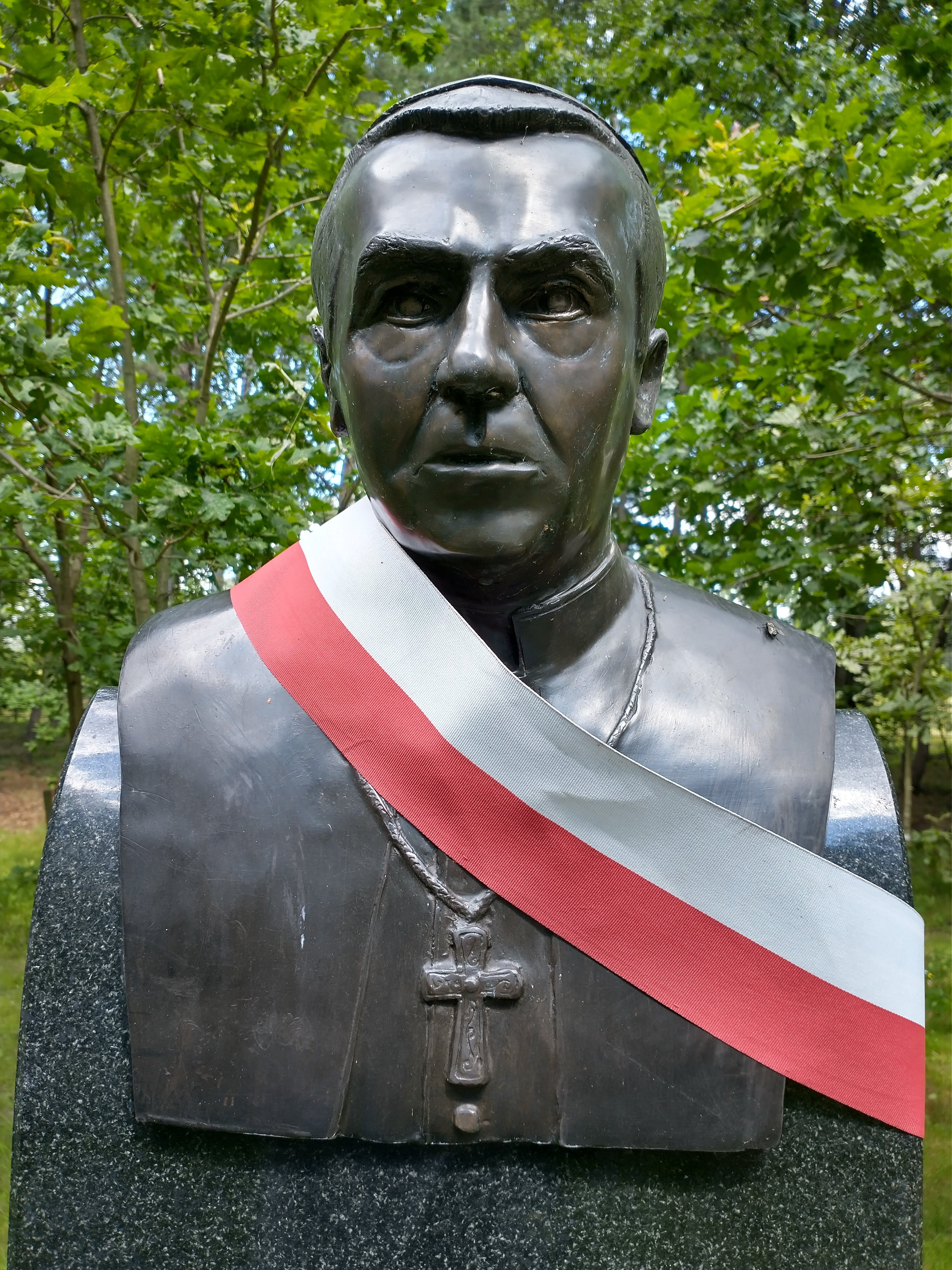
Памятник Тадеушу Плоскому в Оссуве

- 15 апреля 2010 года — генерал брони (посмертно)[2]

## Научная деятельность
Как профессор Варминско-Мазурского университета опубликовал свыше 150 научных и научно-популярных статей, участвовал во многих конференциях и симпозиумах в стране и за рубежом, посвященным вопросам военного права и пастырского попечения.
11 декабря 2007 года Совет факультета права и администрации Университета Николая Коперника присвоил ему степень доктора права.
29 февраля 2008 Сенат Варминьско-Мазурского Университета назначил епископ Тадеуш Плоский профессором этого университета, а затем и заведующим кафедрой административного права и административных наук.
Пока не появилась в печати 5 томов лекций:
- «Zostań z nami, Panie. Nauczanie pasterskie Biskupa Polowego Wojska Polskiego 30 X 2004 — 4 VI 2006» (Warszawa 2006);
- «Trwajcie mocni w wierze. Nauczanie pasterskie Biskupa Polowego Wojska Polskiego 4 VI 2006 — 22 IV 2007» (Warszawa 2007),
- «Miłosierdzie Boże trwa na wieki. Nauczanie pasterskie Biskupa Polowego Wojska Polskiego 24 IV — 31 XII 2007» (Warszawa 2008),
- «Miłość żąda ofiary. Nauczanie pasterskie Biskupa Polowego Wojska Polskiego 1 I — 31 VIII 2008» (Warszawa 2008) oraz «Moc w słabości się doskonali. Nauczanie pasterskie Biskupa Polowego Wojska Polskiego 1 IX 2008 — 3 V 2009» (Warszawa 2009).
- «Dobrze, że jesteś Ojczyzno» (Warszawa 2009) и «Pamiętaj o Nich, Polsko. Pomordowanym i poległym na Wschodzie» (Warszawa 2009)

Проповеди и поучения, речи епископа опубликованы на веб-сайте военного ординариата польской армии.

## Гибель
Епископ Тадеуш Плоский погиб 10 апреля 2010 года в результате катастрофы президентского самолёта в Смоленске, во время полёта на церемонию в память 70-й годовщины массового расстрела в Катыни.

## Награды
- Командор ордена Возрождения Польши (2010 год, посмертно)[4]
- Кавалер ордена Возрождения Польши (8 августа 2008 года)[5]
- Золотой крест Заслуги (20 апреля 2007 года)[6]
- Серебряный крест Заслуги (17 февраля 1999 год)[7]
- Серебряная медаль «Вооружённые силы на службе Отечеству»
- Золотая медаль «За заслуги перед полицией»
- Великий офицер ордена Заслуг (Португалия, 1 сентября 2008 года)[8]
- другие награды